# F1 (película)
F1 o F1: The Movie (conocida como F1: La película en Hispanoamérica y España) es una película dramática de acción deportiva estadounidense de 2025 dirigida por Joseph Kosinski, escrita por Ehren Kruger y producida por Jerry Bruckheimer que presenta el campeonato de carreras de Fórmula 1, creado en colaboración con la FIA, su organismo rector. La película es protagonizada por Brad Pitt (quien también es productor) a la cabeza con un elenco que incluye a Damson Idris, Kerry Condon, Tobias Menzies, Lewis Hamilton y Javier Bardem.
La trama sigue a Sonny Hayes (Pitt), un piloto de automovilismo estadounidense que regresa a la Fórmula 1 después de ausentarse unos 30 años para salvar del colapso al equipo desfavorecido APXGP de Rubén Cervantes (Bardem), su antiguo compañero de equipo.
F1 se estrenó el 16 de junio de 2025 en el Radio City Music Hall de la ciudad de Nueva York y Warner Bros. Pictures la estrenó en cines el 25 de junio de 2025 a nivel internacional y el 27 de junio de 2025 en Estados Unidos y Canadá, cuatro y dos días antes del Gran Premio de Austria de 2025. La película recibió críticas positivas de la crítica y ha recaudado más de 592,1 millones de dólares en todo el mundo frente a un presupuesto de 200-300 millones, convirtiéndose en la octava película más taquillera de 2025.

## Argumento
El veterano piloto de carreras estadounidense y exprodigio de la Fórmula 1, Sonny Hayes (Brad Pitt) (basado en Martin Donnelly), vive en su furgoneta en la ciudad de Nueva York, trabajando y equilibrando su vida como taxista junto a una vida nómada como corredor de alquiler. Aunque corrió en Fórmula 1 para Lotus Team en la década de 1990, las graves lesiones sufridas en un accidente en el Gran Premio de España de 1993 en Jerez acabaron con su carrera en la Fórmula 1. Con el tiempo, generó una adicción a las apuestas, perdió tres matrimonios y ahora rebota de una competición a otra.
30 años después, al acabar las 24 Horas de Daytona y mientras está en un restaurante-lavandería planificando su viaje hacia la Costa Oeste, su antiguo compañero de equipo en Lotus, Rubén Cervantes (Javier Bardem), que ahora es dueño de APXGP F1 Team, se le acerca a Hayes y le ofrece una prueba de conducción para su asiento libre, ya que el segundo piloto de APXGP está fuera por la temporada. Al principio, Hayes se muestra escéptico, ya que APXGP es el peor equipo de Fórmula 1, pero Rubén admite que sus inversores venderán el equipo en ser el último en el Campeonato Mundial de Constructores, a menos que APXGP gane un Gran Premio ese mismo año. Con nueve carreras restantes, Rubén apuesta por Hayes para salvar su trabajo y éste último acepta a regañadientes después de que Rubén le dice que la victoria lo convertirá en "el mejor del mundo".
En la prueba de conducción en Silverstone, Hayes conoce al director del equipo, Kaspar Smolinski (Kim Bodnia), a la directora técnica, Kate McKenna (Kerry Condon) y al talentoso piloto británico novato, Joshua "Noah" Pearce (Damson Idris). Noah es arrogante, pero también le preocupa su seguridad laboral, ya que según Noah, si despiden a Rubén, no solamente Noah también sería despedido de APXGP, sino que incluso para sobrevivir en Fórmula 1, debe impresionar a la comunidad del deporte de la máxima categoría, arrasando con su compañero de equipo que Rubén deba contratar. Hayes tiene dificultades para adaptarse a la maquinaria de los monoplazas modernos de la Fórmula 1, pero poco a poco empieza a entender el vehículo. En un intento de pruebas, Hayes exige demasiado y se estrella, pero Smolinski reconoce su habilidad y lo ficha para el equipo.
La primera carrera de Hayes sale mal, ya que las paradas lentas en boxes relegaron a los pilotos de APXGP al último lugar tras un comienzo prometedor. Hayes ignora la orden del equipo de dejar pasar a Noah y ambos chocan en el proceso, causando que tanto Smolinski como Rubén reprendan a Hayes que siempre deba obedecer las órdenes que el equipo impone. Tiempo después, en el Gran Premio de Hungría, Hayes hace mejorar su relación con Noah manipulando las reglas de la Fórmula 1 y al chocar intencionadamente con otros pilotos para forzar los periodos del coche de seguridad, ayuda a Noah a alcanzar a los coches más rápidos y logra sumar el primer punto en la historia del equipo. Los compañeros también aprendieron unos de otros, ya que Noah adoptó algunos de los métodos de entrenamiento tradicionales de Hayes y este emuló su trabajo en el simulador de carreras tras haber convencido a Kate de rediseñar el coche para el "combate" (Hayes le encomendó a Kate revisar el coche para que pueda correr más de cerca en las curvas).
La petición de Hayes logra que APXGP se convierta en un equipo sólido en el mediocampo y en el Gran Premio de Italia en medio de una tormenta, le da a APXGP su primera oportunidad de ganar. Hayes anima a Noah a quedarse con neumáticos lisos, lo que corre el riesgo de entrar en aquaplaning, pero catapulta a Noah al segundo lugar. Sin embargo, Noah ignora con impaciencia el consejo de Hayes de esperar una recta segura antes de adelantar a Max Verstappen. Noah se estrella gravemente en la  Curva Parabolica después de que golpeara contra el bordillo al salir volando fuera de la pista y su monoplaza explota; provocando que sus quemaduras en las manos lo dejen fuera de las tres carreras siguientes, mientras Hayes suma varios puntos consistentemente junto al piloto de reserva Luca Cortez (Luciano Bacheta) en los Grandes Premios de Países Bajos, Japón y México. Culpando a Hayes por su accidente, Noah decide derrotarlo durante su regreso. En la carrera de regreso de Noah en el Gran Premio de Bélgica, su conducción agresiva provoca una colisión con Hayes en Les Combes, obligándolo a abandonar la carrera, causando el descontento a Hayes y le reclama a Noah por hacer maniobras contraproducentes.
A falta de dos carreras, Kate organiza una partida de póker en la que el ganador decide quién recibe un trato favorable en el Gran Premio de Las Vegas. Noah gana, pero justo después de este último se retira del lugar para celebrar su victoria, Hayes le revela que se retiró a propósito con una mano ganadora. Impresionada por su astucia, Kate lleva a Hayes a su habitación y finalmente, tienen relaciones sexuales mientras pasan la noche juntos. Sin embargo, son interrumpidos por un anuncio de que, según un denunciante anónimo, Kate diseñó ilegalmente sus mejoras con ayuda externa. A pesar de que Kate niega haber actuado mal, las regulaciones de la FIA la obligan a eliminar las mejoras. Un frustrado Hayes se desahoga en su ira al volante durante el inicio de la carrera después de finalizar la vuelta de formación y se estrella de manera intencional contra Sergio Pérez en el proceso. Mientras Hayes se recupera en el hospital, Rubén llega y se entera con decepción y enojo en su expediente médico de hace 30 años que las lesiones de Hayes en la década de 1990 han afectado permanentemente su capacidad para conducir. Desilusionado con la mentira de Hayes, Rubén lo despide de APXGP por su propia seguridad. Mientras se prepara para irse del lugar, el miembro de la junta de APXGP, Peter Banning (Tobias Menzies), le revela a Hayes que falsificó la denuncia del denunciante para despedir a Rubén por bajo rendimiento y obtener el control total de APXGP para que éste último lo venda. Como sabe poco sobre carreras, se ofrece a convertir a Hayes en director del equipo si la venta se concreta.
Antes del Gran Premio de Abu Dabi que cierra la temporada, Noah le admite a su madre Bernadette (Sarah Niles) que se comprometerá a ser más responsable y disciplinado, admitiendo que su accidente no fue culpa de Hayes. Por otra parte, Hayes logra convencer a Rubén de que le dé una última carrera y rechaza el acuerdo de Banning, mientras que la FIA exonera a Kate y le devuelve sus mejoras. Durante la carrera, Noah toma la delantera al permanecer con neumáticos desgastados, pero es superado por Lewis Hamilton y Charles Leclerc; una afortunada bandera roja surge después de que Hayes (quien estaba en cuarto lugar) choca con George Russell por los síntomas de la conmoción cerebral y estrés postraumático, dando el reinicio de la carrera de tres vueltas y a APXGP la oportunidad de cambiar a neumáticos más nuevos que los líderes.
Después de que carrera se reinicia, con un buen trabajo en equipo compitiendo contra Leclerc, dejan a Hayes y Noah en segundo y tercer lugar. Hayes sacrifica su victoria al obligar a Hamilton, el líder de la carrera, a bloquear su adelantamiento en lugar de Noah. Sin embargo, Hamilton se niega a perder y al quitarle a Hayes de encima, intenta desesperadamente rebasar a Noah en el proceso, pero ambos se estrellan y quedan eliminados de la carrera, despejando el camino a Hayes concediéndole la pole position y la primera victoria para el equipo, salvando el trabajo de Rubén y a APXGP, anulando la venta del equipo. Mientras Hayes y Rubén celebran juntos en el podio, ambos exclaman al unísono: "¡Somos los mejores del mundo!" Después de la carrera, Toto Wolff, el director ejecutivo de Mercedes-AMG Petronas Motorsport intenta ofrecerle a Noah un asiento en su equipo, pero Noah rechaza la oferta y afirma que está contento en donde debe de estar. Unos momentos después, Hayes y Kate terminan confirmando una relación entre los dos, pero Hayes le advierte a Kate que muy pronto se volverán a ver. Hayes se retira satisfecho de la Fórmula 1, pero antes de irse, Noah aparece para felicitarlo por su victoria y aunque lo convence de permanecer en APXGP para la siguiente temporada, Hayes se niega y le dice que APXGP lo necesita más que nunca. Finalmente, Noah acepta su petición y regresa a su equipo mientras ambos se marchan por caminos separados. Hayes regresa a su estilo de vida nómada, compitiendo en un evento de la Baja 1000 en México para un equipo de forma voluntaria.

## Reparto
- Brad Pitt como Sonny Hayes: un taxista de la ciudad de Nueva York, apostador profesional y corredor nómada a sueldo que fue expiloto estadounidense de Fórmula 1 en la década de 1990 durante su juventud. En un intento de ser digno, termina regresando a la Fórmula 1 y acaba siendo piloto de APXGP.
- Damson Idris como Joshua «Noah» Pearce: un piloto británico novato prometedor que conduce para APXGP y se convierte en el compañero de equipo y el principal rival de Hayes. Es engreído y arrogante como Hayes lo fue hace tiempo y sigue desconfiando de él porque cree que Hayes es tan "viejo" para ser una gran leyenda.
- Javier Bardem como Rubén Cervantes: expiloto y excompañero de equipo de Hayes en la década de 1990 de la Fórmula 1, amigo y dueño del equipo APXGP.
- Kerry Condon como Kate McKenna: una directora técnica que tiene como reto diseñar un automóvil capaz de acelerar en las curvas más peligrosas. Más tarde, ella y Hayes forman una relación íntima entre los dos.
- Tobias Menzies como Peter Banning: miembro de la junta directiva de APXGP. Se revela que fue el responsable de falsificar unos documentos del denunciante anónimo para obligarle a Rubén que le venda a APXGP y obtener el control total durante la próxima temporada.
- Kim Bodnia como Kaspar Smolinski: director del equipo APXGP que solía trabajar para la Scuderia Ferrari como encargado del gato trasero. Él queda impresionado por las habilidades de Hayes, a pesar de su accidente en las pruebas de pretemporada.
- Shea Whigham como Chip Hart: propietario del Chip Hart Racing, para quien Hayes conduce las 24 Horas de Daytona.
- Sarah Niles como Bernadette Pearce: madre de Noah.
- Samson Kayo como Cashman: primo y representante de Noah.
- Joseph Balderrama como Rico Fazio: técnico de APXGP y compañero de Kate y Jodie.
- Callie Cooke como Jodie: mecánica de APXGP que trabaja como artillera de neumáticos.
- Abdul Salis como Dodge Dowda: mecánico jefe de APXGP.
- Luciano Bacheta como Luca Cortez: un piloto de reserva de APXGP que tiene mala sangre con Noah.
- Will Merrick como Hugh Nickleby: ingeniero de carreras APXGP de Hayes.
- Simon Kunz como Don Cavendish: periodista británico que sigue de cerca las carreras en las Hayes participa.
- Liz Kingsman como Lisbeth Bampton: agente de relaciones públicas de APXGP.
- Layne Harper como Press.
- Kyle Rankin como Cale Kelso, uno de los compañeros de equipo de Hayes en Chip Hart Racing en las 24 Horas de Daytona.
- Simone Ashley como ella misma (cameo).[7][8]

### Apariciones estelares
La película se basa en la temporada 2023, pero se filmó durante las temporadas 2023 y 2024. Los diez equipos y pilotos de Fórmula 1 de la temporada 2023 aparecerán como ellos mismos:
- Lewis Hamilton, siete veces campeón mundial, piloto de Mercedes-AMG Petronas Motorsport.[11][12]
- George Russell, campeón de la temporada 2018 de Fórmula 2, piloto de Mercedes-AMG Petronas Motorsport.
- Max Verstappen, cuatro veces campeón mundial, piloto de Red Bull Racing.
- Sergio Pérez, piloto de Red Bull Racing.
- Charles Leclerc, campeón de la temporada 2017 de Fórmula 2, piloto de Scuderia Ferrari.
- Carlos Sainz Jr., piloto de Scuderia Ferrari.
- Lando Norris, piloto de McLaren.
- Oscar Piastri, campeón de la temporada 2021 de Fórmula 2, piloto de McLaren.
- Fernando Alonso, dos veces campeón mundial, piloto de Aston Martin Racing.[13]
- Lance Stroll, piloto de Aston Martin Racing.
- Esteban Ocon, piloto de Alpine F1 Team.
- Pierre Gasly, piloto de Alpine F1 Team.
- Yuki Tsunoda, piloto de Scuderia AlphaTauri.
- Daniel Ricciardo, piloto de Scuderia AlphaTauri.
- Nyck de Vries, campeón de la temporada 2019 de Fórmula 2, piloto de Scuderia AlphaTauri.
- Liam Lawson, piloto de Scuderia AlphaTauri.
- Valtteri Bottas, piloto de Alfa Romeo F1 Team Stake.
- Guanyu Zhou, piloto de Alfa Romeo F1 Team Stake.
- Nico Hülkenberg, piloto de Haas F1 Team.
- Kevin Magnussen, piloto de Haas F1 Team.
- Alexander Albon, piloto de Williams Racing.
- Logan Sargeant, piloto de Williams Racing.

Los otros invitados especiales que aparecerán como ellos mismos son los siguientes:
- Toto Wolff, director ejecutivo de Mercedes-AMG Petronas Motorsport.
- Christian Horner, director ejecutivo de Red Bull Racing.
- Frédéric Vasseur, director de Scuderia Ferrari.
- Zak Brown, director ejecutivo de McLaren.
- Lawrence Stroll, director de Aston Martin Racing y padre de Lance Stroll.
- Guenther Steiner, director de Haas F1 Team.
- James Vowles, director de Williams Racing.
- Stefano Domenicali, director general del grupo Fórmula 1.
- Will Buxton, periodista de Fórmula 1.
- Benoît Tréluyer, tres veces ganador de las 24 Horas de Le Mans.
- Martin Brundle y David Croft, comentaristas de Sky Sports F1.[14]
- Leigh Diffey, comentarista de las 24 Horas de Daytona.[15]
- Patrick Long, piloto de fábrica de Porsche y compañero de equipo de Hayes en las 24 Horas de Daytona.
- Tiësto, disc-jockey neerlandés.

Michael Aaron Milligan, Rachel Walters, Ramona Von Pusch y Will Redmond han sido elegidos en papeles no revelados.

## Producción

### Desarrollo
El 3 de diciembre de 2021, The Hollywood Reporter reveló que se comenzó una guerra de ofertas para una película dramática sin título protagonizada por Brad Pitt como protagonista, con Jerry Bruckheimer como productor junto a Joseph Kosinski como director y el guionista Ehren Kruger, quien anteriormente trabajó en Top Gun: Maverick. Las fuentes dijeron que el piloto británico Fórmula 1 Lewis Hamilton también participó en la película como productor. Para el 3 de diciembre del mismo año, la licitación ya estaba en marcha con Paramount, MGM, Sony, Universal, y Disney interesados en el proyecto, así como las plataformas Netflix, Apple y Amazon.
En junio de 2022, Apple adquirió los derechos de distribución de la película en un paquete por un valor de entre $130 y 140 millones antes de una compensanción por encima de la línea. Y se anunció que la trama giraría en torno en la historia de Sonny Hayes, un piloto de Fórmula 1. Pitt ganó 30 millones de dólares por su papel en la película. En noviembre de ese año, Claudio Miranda anunció que sería el director de fotografía de la película. En abril de 2023, Deadline Hollywood informó que Damson Idris había sido elegido como coprotagonista luego de un largo proceso de selección, incluida una lista de actores que conducirían el automóvil en enero de 2023. Kerry Condon y Tobias Menzies se unirían al elenco en los meses siguientes. Sarah Niles y Simone Ashley también se unieron al elenco. Sin embargo, en junio de 2025, Kosinski reveló que el papel de Ashley había sido eliminada de la película.

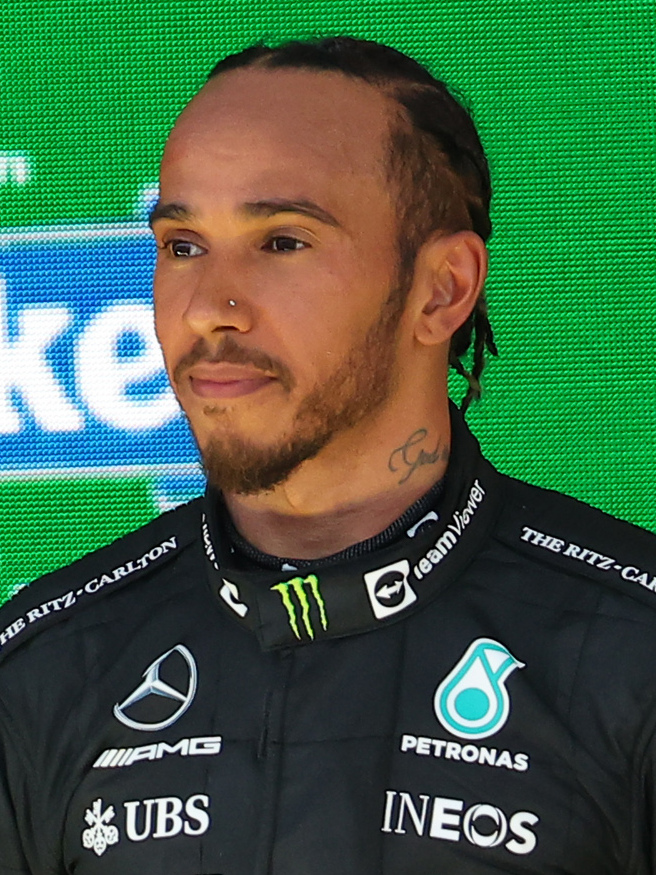
El siete veces campeón mundial de pilotos Lewis Hamilton actuó como productor y ofreció comentarios expertos.

En una entrevista con Martin Brundle durante el Gran Premio, Pitt confirmó que Javier Bardem interpretaría al dueño del equipo APXGP.
ESPN informó que la película iba a llamarse Apex, pero luego se retractó de esta declaración y el 5 de julio de 2024, la película se tituló F1; se estrenó un avance antes del Gran Premio de Gran Bretaña de 2024. Kruger recibió el crédito exclusivo por el guion de la película, junto con la colaboración de Kosinski en la historia. Jez Butterworth, Kara Smith, Aaron Sorkin y Christopher Storer obtuvieron el crédito de "Material Literario Adicional" fuera de pantalla.
En mayo de 2024, Matthew Belloni de Puck informó que el presupuesto de la película sería de $300 millones de dólares. Bruckheimer y Kosinski refutaron la afirmación; el primero citó los descuentos y patrocinios como factores que redujeron el presupuesto, y el segundo dijo: "Nunca he tenido una experiencia en la que se equivocaran tanto en una película. No estoy seguro de dónde salió esa cifra".
En 2025, antes del estreno en cines de la película, algunas fuentes de la industria informaron que el presupuesto de la película sería de 200 millones de dólares, aunque otros aún afirmaron la cifra de 300 millones de dólares.

### Rodaje

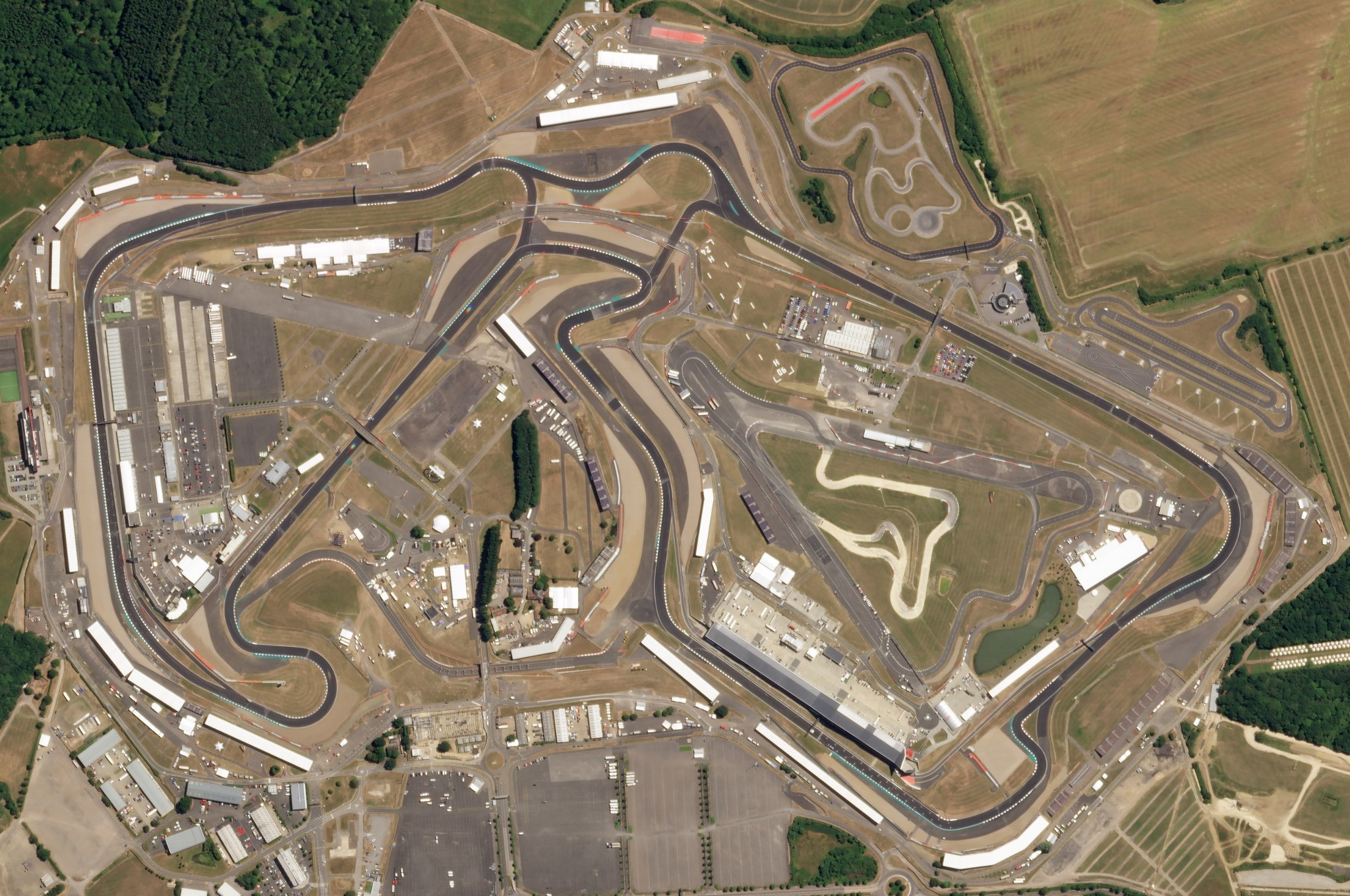
La fotografía principal comenzó en Silverstone en julio de 2023.

Antes de la filmación, Pitt e Idris probaron coches de Fórmula 3 y Fórmula 2 en el Circuito Paul Ricard en Francia. En julio de 2023, la película comenzó a producirse en el circuito de Silverstone en el Reino Unido, incluida la filmación durante el fin de semana del Gran Premio de Gran Bretaña del 7 al 9 de julio. Pitt manejó un monoplaza Dallara F2 2018 de Fórmula 2 modificado con un paquete aerodinámico estirado, ensanchado y modificado de Fórmula 1 que fue agregado durante el fin de semana de la carrera, pero no en una sesión oficial de F1. El equipo APXGP contó con su propio garaje y motorhome durante el fin de semana, y su coche se mantuvo en exhibición junto a otros monoplazas de F1 durante la sesión obligatoria de "show and tell" antes de la acción en pista. Pitt estuvo presente con los pilotos en la sesión informativa y él e Idris estuvieron junto a ellos durante el himno nacional antes de la carrera. Sus dos coches se colocaron al final de la parrilla, con especialistas conduciendo una parte de la vuelta de formación. El monoplaza se fabricó en colaboración con el equipo Mercedes-AMG F1 Petronas Motorsport y Carlin Motorsport. Se crearon seis chasis visualmente idénticos en total, algunos impulsados por el Mecachrome V634, algunos por motores GP3 V6 y uno por un motor eléctrico, que se usó para evitar el sobrecalentamiento en las tomas en boxes. Se usaron otros seis chasis controlados a distancia para filmar accidentes.
Apple diseñó una cámara integrada personalizada para el coche, basada en el iPhone y alimentada por su sistema en chip de la serie A. La tecnología de cámara utilizada para las tomas rápidas se desarrolló a partir de una película anterior de Kosinski, Top Gun: Maverick. Las cámaras se redujeron a aproximadamente una cuarta parte del tamaño de las de Top Gun: Maverick, de modo que se pudieran instalar hasta cuatro cámaras en los coches a la vez, con un efecto mínimo en el peso. Panavision también diseñó un control remoto especial que permitía a las cámaras de los coches crear movimientos panorámicos.
El rodaje también tuvo lugar en los circuitos de Hungaroring, Spa-Francorchamps, Monza, Zandvoort, Suzuka, Autódromo Hermanos Rodríguez, Las Vegas, Yas Marina y en el Brands Hatch, que se utilizó como sustituto de las imágenes a bordo de Jerez y la escena del accidente en llamas en el Gran Premio de Italia. En las 24 Horas de Daytona de 2024, el Porsche 911 GT3 R n.º 120 de Wright Motorsports compitió con la decoración del equipo ficticio "Chip Hart Racing" de la película, con múltiples réplicas del mismo y el BMW M4 GT3 n.º 96 de Turner Motorsport utilizado para el rodaje. Se utilizó un Lola B2K/10 con cámara montada como coche de rodaje para tomas a alta velocidad. Las escenas de la sede de APXGP se filmaron en el Centro de Tecnología de McLaren, Williams proporcionó su túnel de viento para las tomas y las escenas del simulador de carreras se filmaron en la sede de Mercedes en Brackley.
Se mencionó brevemente durante la transmisión de Sky Sports de la clasificación para el Gran Premio de Gran Bretaña de 2023 el 8 de julio que Condon interpretaría a Bernadette Collins, la exingeniera de estrategia de Aston Martin Racing y McLaren, aunque esto aún no se ha confirmado.
El rodaje se suspendió en julio debido a la huelga SAG-AFTRA 2023, provocando que los actores principales no participaran en la filmación y que un equipo reducido, compuesto únicamente por actores de Equity, fuera enviado a las carreras a partir del Gran Premio de Hungría de 2023. Luego, la filmación se vio obligada a continuar durante la temporada 2024 para compensar las carreras perdidas.

### Postproducción
Ryan Tudhope es el supervisor de efectos visuales, y Framestore proporcionó servicios de posproducción para la película, citando la participación de sus estudios en Londres y Bombay. Tudhope volvió a colaborar con Kosinski, aprovechando las técnicas que utilizaron en Top Gun: Maverick para revestir los aviones a reacción para reemplazar los autos de Fórmula 1 capturados durante los Grandes Premios reales con los ficticios monoplazas APXGP negros y dorados.

## Banda sonora
Durante el Gran Premio de Austria de 2024, Hans Zimmer anunció que pondría la banda sonora a la película, siendo su segunda colaboración con Kosinski después de Top Gun: Maverick (2022). Esta es considerada como la segunda película relacionada con la Fórmula 1 que Zimmer haya compuesto tras la banda sonora de la película Rush (2013), dirigida por Ron Howard. Zimmer compuso la banda sonora de la película junto a Steve Mazzaro, creando lo que Kosinski describió como una identidad musical que refleja la naturaleza dual de la Fórmula 1, «un deporte que abarca el pasado y el presente, con su rica historia y tecnología de vanguardia».
Zimmer creó una banda sonora "híbrida" que combinaba orquesta y música electrónica. Imaginó a la orquesta como "el humano que se sienta dentro de la máquina", mientras que la electrónica representaba la máquina misma. Las conversaciones con el productor y campeón de F1 Lewis Hamilton ayudaron a Zimmer a comprender mejor esa relación, influyendo en la composición musical. La música electrónica, señaló Zimmer, también fue clave para capturar la imprevisibilidad de las carreras.

"Con los sintetizadores, es igual que en una carrera: nunca se sabe exactamente quién va a hacer qué a continuación. Siempre existe el elemento sorpresa, y creo que es muy importante en una película como esta: se crea la banda sonora para la sorpresa".
Hans Zimmer.

La banda sonora incluye al guitarrista Tim Henson y a miembros de la banda de gira de Zimmer. Esta marca la decimotercera colaboración de Zimmer con el productor Jerry Bruckheimer, comenzando con Days of Thunder (1990). Un elemento central de la banda sonora es un motivo recurrente para el personaje de Pitt, Sonny Hayes, que Zimmer describió como un "motivo de pistolero". Zimmer y Mazzaro prestaron atención a la forma en que la banda sonora interactúa con el diseño de sonido y el apartado visual de la película.
La banda sonora de la película, F1: The Album, se estrenó el mismo día del debut norteamericano de la película. El 30 de abril de 2025, Don Toliver y Doja Cat presentaron la canción «Lose My Mind» como parte de la banda sonora de la película. La cantante neozelandesa y surcoreana Rosé lanzó la canción «Messy» y su videoclip como segundo sencillo de la banda sonora el 8 de mayo. El 23 de mayo se lanzaron el tercer sencillo «Baja California» del rapero puertorriqueño Myke Towers y el 30 de mayo de 2025, se lanzó el cuarto sencillo «Just Keep Watching» de Tate McRae. El quinto sencillo, «Drive» de Ed Sheeran, se lanzó el 20 de junio de 2025.
Los sencillos promocionales «No Room for a Saint», interpretado por el australiano Dom Dolla y el británico Nathan Nicholson (el vocalista, guitarrista y tecladista de The Boxer Rebellion), «Bad As I Used To Be» del cantante de country estadounidense Chris Stapleton, «OMG!» de Tiësto con Sexyy Red y «Underdog» de Roddy Ricch se lanzaron en diferentes fechas de estreno.

## Marketing

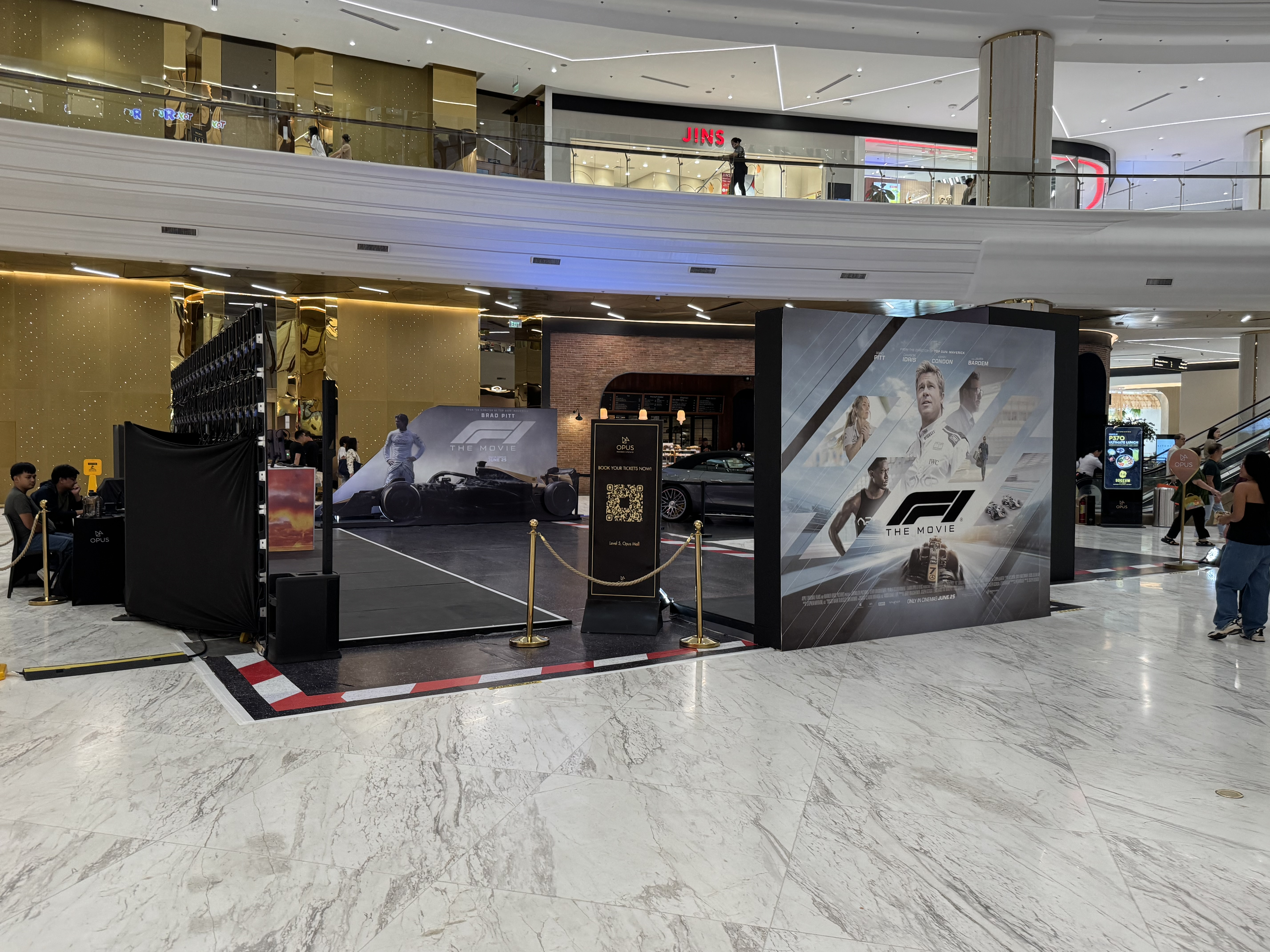
Stand promocional de la película, lanzado en junio de 2025, en Bridgetowne.

Se han lanzado tres trailers: el primero se lanzó el 7 de julio de 2024, antes del Gran Premio de Gran Bretaña de 2024, un anuncio de televisión se lanzó el 9 de febrero de 2025, durante el Super Bowl LIX y el segundo trailer oficial se lanzó el 13 de marzo de 2025, antes del Gran Premio de Australia de 2025. Un último tráiler se lanzó el 12 de mayo del 2025 por el aniversario número 75 de la Fórmula 1 y antes del Gran Premio de Emilia-Romaña de 2025. El 11 de junio de 2025, Apple lanzó un tráiler háptico de la película. Al reproducirse en un iPhone compatible, el motor táptico vibra y pulsa al ritmo de la acción en pantalla.
Los patrocinios de varias marcas que aparecen en la película generaron al menos $40 millones de dólares, según estimaciones de Forbes. Muchas de las marcas aparecieron en los coches y la ropa de APXGP como patrocinadores del equipo, como Expensify, GEICO, SharkNinja, MSC Cruises e EA Sports. Otros patrocinadores que aparecieron en los coches, como IWC Schaffhausen, lanzaron relojes con la temática de los colores negro y dorado de APXGP, Tommy Hilfiger lanzó una línea de ropa y Mercedes-AMG reveló una edición limitada del Mercedes-AMG GT63 de APXGP. El videojuego F1 25 cuenta con la decoración APXGP y sus personajes tal como aparecen en la película junto con escenarios que los jugadores pueden emprender. En las 24 Horas de Le Mans de 2025, el Porsche 911 GT3 R #90 de Manthey Racing tuvo una decoración similar a la utilizada para filmar las 24 Horas de Daytona de 2024. La introducción a la conferencia principal de la Conferencia Mundial de Desarrolladores (WWDC) de Apple de 2025 presentó a Craig Federighi conduciendo el monoplaza APXGP en el techo del Apple Park.
En junio de 2025, Heineken 0.0 lanzó un comercial de su producto con Pitt e Idris como pilotos de Fórmula 1. El 20 de junio de 2025, Hot Wheels anunció el lanzamiento de un modelo a escala 1:64 del auto APXGP n.° 7 conducido por el personaje de Pitt en la película. En algunos países de América Latina, McDonald's lanzó un combo especial en asociación con la Fórmula 1 donde los clientes tienen la opción de pagar extra para obtener un modelo APXGP a escala 1:43 o un auto con los colores de McDonald's. Algunos locales de McDonald's en São Paulo también tenían autos de Fórmula 1 de tamaño real en exhibición.

## Estreno
En junio de 2022, Apple adquirió los derechos de distribución en un acuerdo global por valor de entre 130 y 140 millones de dólares antes de la compensación por encima de la línea. En junio de 2024, Warner Bros. Pictures adquirió los derechos de distribución en cines de Apple y la película fue estrenada en formato IMAX a nivel internacional el 25 de junio de 2025 y a nivel nacional el 27 de junio de 2025. Se anunció que estaría disponible en Apple TV+ en una fecha posterior.
La película tuvo su estreno mundial el 16 de junio de 2025 en el Radio City Music Hall de la ciudad de Nueva York, con el elenco y los pilotos de Fórmula 1 presentes en el evento. La Fórmula 1 alquiló un vuelo de Qatar Airways para que los pilotos y directores de equipo viajaran de Montreal a Nueva York para asistir al estreno después del Gran Premio de Canadá de 2025. En el marco del Festival de Cine de Cannes en Mónaco, se celebró una proyección privada de los pilotos de la temporada 2025.

### Ciberdelincuencia
El estreno de la película coincidió con un aumento significativo de la ciberdelincuencia, ya que los estafadores aprovecharon la popularidad de la película creando sitios web falsos de transmisión en vivo y regalos fraudulentos de juguetes vinculados a una promoción fraudulenta de McDonald's y Apple, engañando a los usuarios para que compartieran información personal y financiera. La empresa de ciberseguridad Kaspersky confirmó que estas estafas eran generalizadas.

## Recepción

### Taquilla
Hasta el 19 de agosto de 2025, F1 había recaudado $183 millones de dólares en Estados Unidos y Canadá, y $409 millones de dólares en otros territorios, para un total mundial de $592 millones de dólares. La película es el primer éxito de taquilla de Apple Original Films.
En Estados Unidos y Canadá, F1 se estrenó junto con M3GAN 2.0, así como con el estreno en Netflix de la tercera temporada de El juego del calamar y se proyectaba una recaudación de entre $35 y $60 millones de dólares en su fin de semana de estreno, con la mayoría de las estimaciones de la industria en torno a los $40 millones. La película recaudó $10 millones de dólares en preestrenos, incluyendo $7 millones de dólares en las funciones del jueves. En su debut, recaudó $55,4 millones de dólares, encabezando la taquilla nacional. En su segundo fin de semana, la película recaudó $26,1 millones de dólares, una caída del 54%, quedando en segundo lugar, detrás de la recién llegada Jurassic World: Rebirth y superando a Napoleón (2023) para convertirse en la película más taquillera de Apple Studios.

### Crítica

#### Medios convencionales
En el sitio web Rotten Tomatoes, el 83% de las 243 reseñas de los críticos son positivas. El consenso del sitio web dice: «Impulsada por el magnetismo relajado de Brad Pitt y con un motor optimizado gracias a la dirección cinética de Joseph Kosinski, F1: The Movie lleva la frescura clásica a la meta». Metacritic, que utiliza una media ponderada, le asignó a la película una puntuación de 68 sobre 100, basándose en 50 críticos, lo que indica críticas «generalmente favorables». El público encuestado por CinemaScore le dio a la película una calificación promedio de «A» en una escala de A+ a F, mientras que los encuestados por PostTrak le dieron una puntuación general positiva del 92% y el 78% afirmó que definitivamente la recomendaría.
Nicholas Barber, de la BBC, le dio a la película dos estrellas de cinco y escribió: "Los entusiastas de la Fórmula 1 pueden estar en desacuerdo y pueden estar encantados de que su amado deporte del motor haya sido llevado a la pantalla grande de una manera tan elogiosa. Todos los demás: este no es el lugar donde quieren estar". Manohla Dargis, de The New York Times, consideró que la Fórmula 1 es "una colección agradablemente organizada de todas las atracciones visuales y clichés narrativos que el dinero puede comprar".

#### Medios de comunicación del automovilismo
La recepción en los medios de comunicación especializados en deportes de motor fue tibia. Ben Hunt, de Autosport, la calificó como "buena para quienes no son aficionados a la Fórmula 1", mientras que Mark Mann-Bryans la calificó como "mala para cualquiera", elogiando la calidad de la producción y la banda sonora, pero criticando la trama y los clichés sobre los personajes femeninos. Fred Smith, de Road & Track, afirmó que la película era "entretenida, pero los aficionados más acérrimos a las carreras se estremecerán". Phillip Horton, de Autoweek, la describió como "un disparate lo suficientemente sólido como para un poco de escapismo".
Katy Fairman, de Motor Sport, describió la película como "cómicamente irrealista", y agregó que "con el nivel de acceso que tuvieron a la propia Fórmula 1, se sintió un poco como [APXGP] antes de que apareciera Sonny Hayes: inútil". La película recibió críticas mixtas de los periodistas de The Race, con elogios para las secuencias de carreras y otras críticas por su representación de las mujeres en el automovilismo y la trama. Jason Barlow, de Top Gear, la describió como "un éxito de taquilla que complació al público y te hizo sentir bien". Chris Medland, de Racer, describió las imágenes de las carreras como "espectaculares", pero criticó el desarrollo de los personajes, en particular el de Kate McKenna y agregó que "para algunos podría ser demasiado difícil perderse en el mundo de APXGP cuando se sabe tanto sobre el mundo real en el que se filmó, por increíble que parezca".
El cuatro veces campeón mundial de pilotos, Max Verstappen, se saltó la proyección privada para pilotos de Fórmula 1 y el estreno en Nueva York, y Carlos Sainz Jr. advirtió a los "fanáticos puros de la F1" que "tengan la mente abierta a las películas de Hollywood".

### Posible secuela
Tras el éxito inicial de taquilla de la película, Variety informó que se estaba discutiendo una secuela y el Financial Times informó sobre la posibilidad de una franquicia.